# Enrique Pina Campuzano
Enrique Pina Campuzano (Múrcia, 20 de gener de 1969), conegut com a Quique Pina, és un exfutbolista, empresari i agent de futbolistes espanyol. Actualment és president del Granada Club de Futbol i agent únic de tots els futbolistes de l'Udinese Calcio a Espanya.
Va ser jugador del club de futbol local de Barinas, en el qual va aconseguir jugar a la Tercera Divisió. Posteriorment va ser propietari del Club de Fútbol Ciudad de Murcia, amb el qual va ascendir fins a la Segona Divisió i que va vendre posteriorment a l'empresari granadí Carlos Marsá, que el va convertir en el Granada 74.
El 2009 va arribar a la presidència del Granada CF, després de la dimissió d'Ignacio Cuerva Valdivia. Durant el seu mandat, en la temporada 2010-2011, l'equip va ascendir a la Primera Divisió del futbol espanyol. El 2011 també va assumir la direcció esportiva del Cadis CF, però va deixar de ser-ne el màxim accionista.